# サベー
サベー(フランス語：Savé)は、ベナンのコリネス県の都市。
2012年の人口は約9.7万人。

海岸の港湾都市コトヌーと北部の中心都市パラクーとを結ぶ鉄道であるベナン・ニジェール鉄道輸送共同体北線および両都市を結ぶ道路がサベーを通過している。
この鉄道はフランス領西アフリカ時代の1912年にコトヌーからサベーまでが開通し、パラクーに延伸するまでの数年間はサベーが終点となっていた。
この地方には巨礫があり、ロッククライミングで人気がある。